# Aaron Bean
 (mai 2024).
Aaron Paul Bean, né le 25 janvier 1967 à Fernandina Beach en Floride, est un homme politique américain. Membre du Parti républicain, il représente le 4e district de la Floride à la Chambre des représentants des États-Unis depuis 2023.

## Biographie
Le 8 novembre 2022, il est élu représentant pour le 4e district de Floride avec 60,45 % des voix face à la candidate démocrate LaShonda Holloway. Il est réélu le 5 novembre 2024.